# Neufra
Neufra è un comune tedesco di 1 845 abitanti,, situato nel land del Baden-Württemberg.